# バニャ・ルカ地方

バニャ・ルカ地方
Бањалучка регија 
Banjalučka regija 
Banjalučka regija

バニャ・ルカ地方（バニャ・ルカちほう、セルビア語:Бањалучка регија 、ボスニア語:Banjalučka regija 、クロアチア語:Banjalučka regija ）はボスニア・ヘルツェゴビナ共和国の構成主体（エンティティ）のひとつであるスルプスカ共和国を構成する地方。主都はバニャ・ルカ。
スルプスカ共和国の首都であるバニャ・ルカを中心都市とし、2005年現在の人口は70万9千人で、セルビア人が多数を占める。

## 基礎自治体
1. バニャ・ルカ
2. ボサンスカ・コスタイニツァ（Bosanska Kostajnica、旧称スルプスカ・コスタイニツァ）
3. チェリナツ（Čelinac）
4. ボサンスカ・グラディシュカ
5. イストチニ・ドルヴァル（Istočni Drvar、旧称スルプスカ・ドルヴァル）
6. ヤゼロ（Jezero）
7. クネジェヴォ（Kneževo）
8. コトル・ヴァロシュ（Kotor Varoš）
9. ボサンスカ・ドゥビツァ
10. クルパ・ナ・ウニ（Krupa na Uni）
11. クプレス（Kupres）
12. ラクタシ（Laktaši）
13. ムルコニチ・グラード（Mrkonjić Grad）
14. ノヴィ・グラド（Novi Grad）
15. オシュトラ・ルカ（en:Oštra Luka、旧称スルプスキ・サンスキ・モスト）
16. ペトロヴァツ（Petrovac）
17. プリイェドル（Prijedor）
18. プルニャヴォル（Prnjavor）
19. リブニク（Ribnik、旧称スルプスキ・クリュチ）
20. スルバツ（Srbac）
21. シポヴォ（Šipovo）
22. テスリチ（Teslić）